# 静居寺石窟
静居寺石窟，位于山西省忻州市静乐县南7公里丰润村南山崖下，是中华人民共和国全国重点文物保护单位之一。
1986年8月18日公布为山西省文物保护单位。2019年10月7日公布为第八批全国重点文物保护单位。